# Ponderaciones
Las ponderaciones son un postre frito típico de la gastronomía de Lima, creado en la etapa virreinal.
Es una masa delgada de harina y huevo, frita en aceite, la que tradicionalmente presenta una forma espiral que se obtiene mediante un molde especial, para presentar se le espolvorea con azúcar glas. Este dulce sirve principalmente como acompañamiento para helados, también se consume endulzado con manjarblanco o mermelada.